# マリヤンポレ
マリヤンポレ（リトアニア語: Marijampolė）は、リトアニアのマリヤンポレ郡に位置する都市。マリヤンポレ郡の中心都市であり、マリヤンポレ基礎自治体の中心都市でもある。シェシュペ川が流れる。
人口は46,692人（2009年）。

## 姉妹都市
- ヴィボー、デンマーク
- カレー、フランス
- ベルギッシュ・グラートバッハ、ドイツ
- チェルニャホフスク、ロシア
- en:Salihorsk、ベラルーシ
- コッコラ、フィンランド
- スヴァウキ、ポーランド
- ピョートルクフ・トルィブナルスキ、ポーランド
- en:Kvam、ノルウェー
- en:Lesja、ノルウェー
- ナウムブルク、ドイツ